# Dingzigu
Dingzigu (kinesiska: 丁字沽, 丁字沽街道) är ett stadsdelsdistrikt i Kina. Det ligger i storstadsområdet Tianjin, i den norra delen av landet, nära eller i stadens centrum. Antalet invånare är 98 652. Befolkningen består av 46 800 kvinnor och 51 852 män. Barn under 15 år utgör 4,0 %, vuxna 15-64 år 83 %, och äldre över 65 år 11,0 %.